# Studio SM
Studio SM est un label discographique français de musique classique et liturgique. Il est repris en 2007 par ADF-Bayard Musique.

## Histoire
Parmi ses nombreuses références, on peut citer L'Art de la fugue de Jean-Sébastien Bach par Louis Thiry, collection Vox humana 1993, sur l'orgue Jean André Silbermann de l'église Saint-Thomas de Strasbourg. On peut citer également un grand nombre de productions de Jo Akepsimas, Raymond Fau, Jean-Claude Gianadda, Jean Humenry, Jean et Pierre Pradelles, Patrick Richard, Les Amis de tous les enfants du monde, Jean-Noël et Cécile Klinguer et beaucoup d'autres chanteurs chrétiens.
Depuis 2007, le fonds est commercialisé par la société ADF-Bayard Musique à Mauges-sur-Loire. Pour Ouest-France, « ADF-Studio SM est devenu l'un des principaux producteurs de musique religieuse en France » en 2012.